# Агуачика
Агуачика (исп. Aguachica) — город и муниципалитет на северо-востоке Колумбии, на территории департамента Сесар.

## История
Поселение, из которого позднее выросли город и муниципалитет было основано 16 августа 1748 года доном Хосе Ласаро де Риверой.

## Географическое положение

Муниципалитет Агуачика

Город расположен в южной части департамента, западнее хребта Восточная Кордильера, к востоку от реки Магдалена, на расстоянии приблизительно 240 километров к юго-юго-западу (SSW) от Вальедупара, административного центра департамента. Абсолютная высота — 151 метр над уровнем моря.

Муниципалитет Агуачика граничит на северо-западе с муниципалитетом Ла-Глория, на северо-востоке — с департаментом Северный Сантандер, на востоке — с муниципалитетом Рио-де-Оро, на юго-востоке — с муниципалитетом Сан-Мартин, на юго-западе — с территорией департамента Сантандер, на западе — с муниципалитетом Гамарра и территорией департамента Боливар.
Площадь муниципалитета составляет 936 км².

## Население
По данным Национального административного департамента статистики Колумбии, совокупная численность населения города и муниципалитета в 2012 году составляла 89 935 человек.
Динамика численности населения муниципалитета по годам:
| 2005   | 2006   | 2007   | 2008   | 2009   | 2010   | 2011   | 2012   |
| ------ | ------ | ------ | ------ | ------ | ------ | ------ | ------ |
| 82 335 | 83 408 | 84 523 | 85 641 | 86 738 | 87 821 | 88 883 | 89 935 |

Согласно данным переписи 2005 года мужчины составляли 48,5 % от населения города, женщины — соответственно 51,5 %. В расовом отношении белые и метисы составляли 96,2 % от населения города; негры, мулаты и райсальцы — 3,7 %; индейцы — 0,1 %.
Уровень грамотности среди всего населения составлял 81,3 %.

## Экономика
Основу экономики Агуачики составляет сельскохозяйственное производство.

56,3 % от общего числа городских и муниципальных предприятий составляют предприятия торговой сферы, 35,6 % — предприятия сферы обслуживания, 7 % — промышленные предприятия, 1,1 % — предприятия иных отраслей экономики.